# Каракул (езеро в Таджикистан)
Вижте пояснителната страница за други значения на Каракул.
Караку́л (на таджикски: Қарокул; букв. от тюркски: „черно езеро“) е безотточно кратерно езеро, разположено в северните части на Памир. Това е най-голямото езеро на територията на Таджикистан.

## Описание
Езерото се намира в Северен Памир, разположено на дъното на плоска планинска котловина простираща се между хребетите Сариколски на изток и Зулумарт на запад на 3914 m н.в. и е обградено от пустинни скалисти хребети. Изпъкнал полуостров от юг и остров до северния бряг разделят езерото на две части: по-плитка (дълбочина до 22,5 m) източна с многобройни плитки заливи и плоски носове и по-дълбока западна, чиято дълбочина достига 236 m. Ширината на пролива между двете части е 1 km. Северният бряг е съединен с острова чрез плитка коса, която е потопена под вода. Дължината на острова е 8 km, а широчината му – 4 km.
Повърхността на езерото има ярък син цвят. Водата е солена, а прозрачността достига 9 m. В устиетата на реките, където водата е по-прясна, се намират някои видове риба. През зимата езерото е покрито с лед (от ноември до април), чиято максимална дебелина през февруари надминава 1 метър. През лятото водата се стопля до 12 °C..
Районът на езерото е много сух, с много малко количество валежи. По бреговете на езерото растат пелин и коило, които се редуват с пространства, покрити от сол. Вливат се няколко реки, основните от които са Караджилга, Карарт, Акджилга и Мукзол. На източния бряг на езерото е разположено село Каракул.
Езерото първоначално е наречено Виктория от британски картографи, които го откриват към края на 19 век. С идването на съветската власт му е дадено сегашното име с тюркски произход.

## Ударен кратер
Геологическите изследвания на депресията на езеро Каракул в съчетание с изучаването на сателитни снимки на езерото позволяват на ред учени да определят падината на езерото като възможен ударен кратер. В някои типове скали от депресията са изразени ефектите на ударен метаморфизъм. Възрастта на най-младите скали, измерена с калиево-аргонно датиране, е определена на 190 – 230 милиона години.

## Екология
Въпреки че езерото е разположено в национален парк, голяма част от околността се използва като пасище. Районът на езерото е определен от Бърдлайф Интернешънъл като важен за птиците, тъй като тук има значителен брой обитаващи и мигриращи птици. Сред видовете се открояват: планинска гъска, червен ангъч, голям нирец, ловен сокол, хималайски лешояд, монголски дъждосвирец, кафявоглава чайка, жълтоклюна гарга, снежна чинка, хималайска завирушка, светла завирушка, голяма червена чинка, Leucosticte brandti, Syrrhaptes tibetanus, Phoenicurus erythrogastrus и други. Островите в езерото са основното място, където птиците почиват и снасят яйца. Водите на езерото се обитават от риби от рода Nemacheilus.

## Топографска карта
- J-43-А М 1:500000[5]